# غيلبرت بارينت
غيلبرت بارينت هو سياسي كندي، ولد في 25 يوليو 1935 في Mattawa, Ontario ‏ في كندا، وتوفي في 3 مارس 2009 في تورونتو في كندا بسبب ذات الرئة. نشط حزبياً في الحزب الليبرالي الكندي. وقد انتخب عضو مجلس العموم الكندي وانتخب رئيس مجلس العموم الكندي ‏.